# Папская ферула

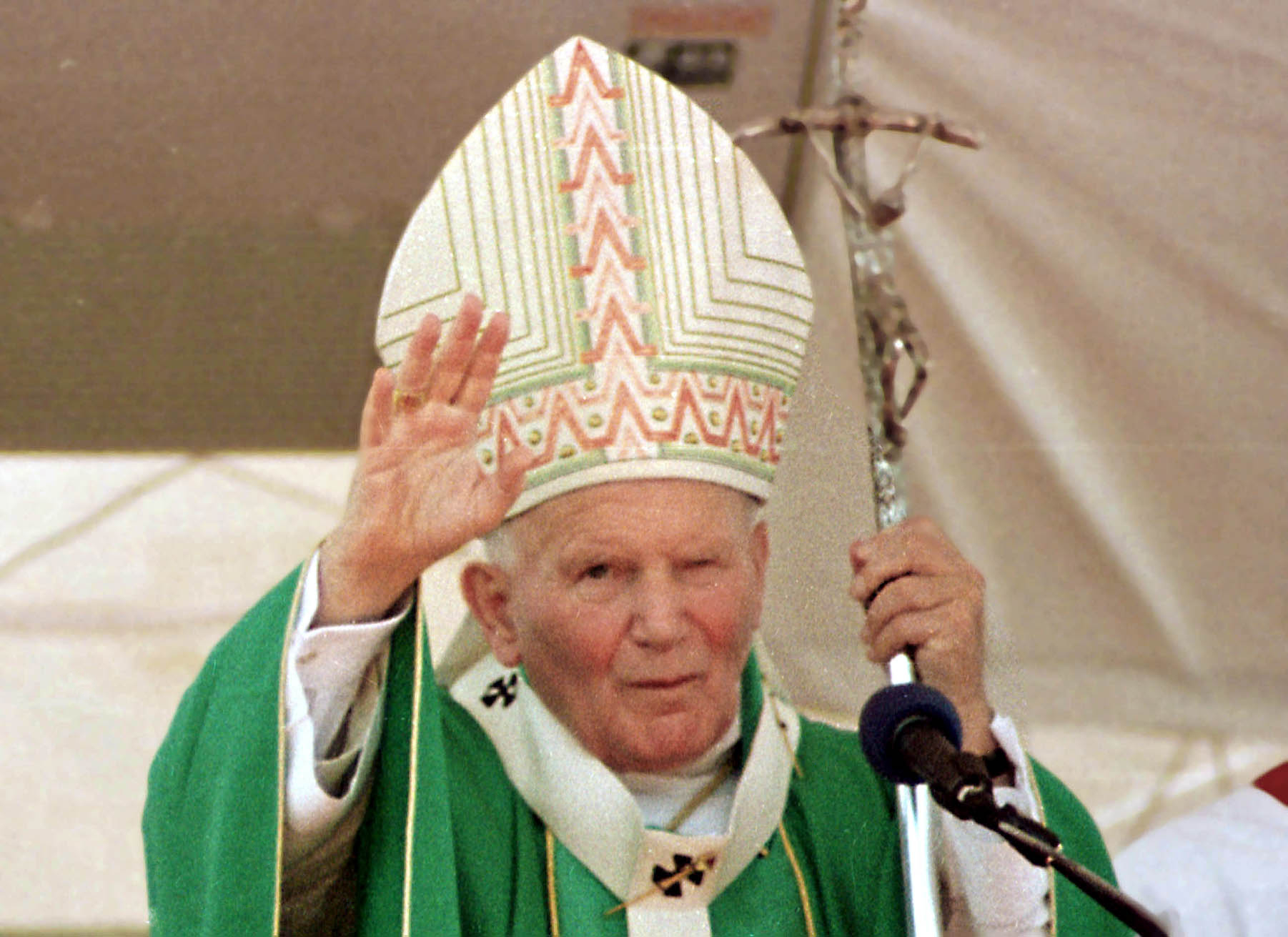
Папа Иоанн Павел II держит ферулу Папы Павла VI 5 октября 1997 года

Папская ферула (лат. ferula — «жезл») — пастырский посох, используемый папой римским в Римско-католической Церкви. Это жезл с набалдашником наверху, увенчанный крестом. Он отличается от пасторала, который используют епископы других Латинских церквей, изогнутого или согнутого наверху наподобие пастушьего посоха.

## История

### Раннее использование и споры

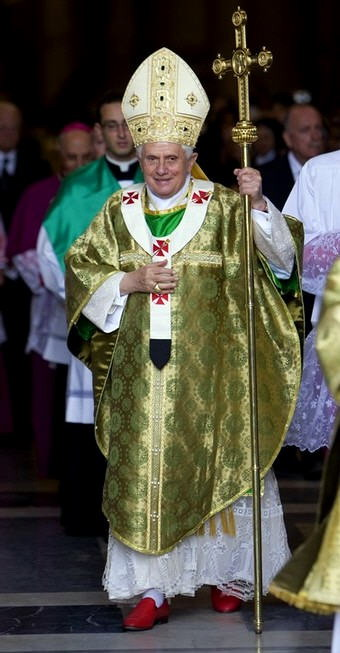
Папа Бенедикт XVI держит ферулу Пия IX 5 октября 2008 года

Традиционно папы не использовали ферулу, пасторал или пастырский жезл на папской литургии. Использование посоха не упоминается в описаниях папских месс в «Ordines Romani». В ранние времена Церкви Папа иногда использовал посох, но эта практика исчезла ко времени Папы Иннокентия III. В своём трактате «De Sacro altaris mysterio» («О священной тайне алтаря», I, 62) он отмечал: «Римский первосвященник не пользуется пастушьим посохом». Причина заключалась в том, что епископский посох часто вручается митрополитом-архиепископом (или другим епископом) новоизбранному епископу во время его инвеституры или епископского рукоположения. В отличие от этого, Папа не получает инвеституры от другого епископа и облачается в паллий во время коронации или современной интронизации.

### Повторное использование
В эпоху Высокого Средневековья папы вновь стали использовать посох, известный как ферула, в качестве одного из своих знаков отличия. Он символизировал светскую власть и управление, включая «право налагать наказания и епитимьи». Форма посохов того периода неизвестна, но, скорее всего, они представляли собой посохи с набалдашником и однолучевым крестом. Посох не был распространённым литургическим предметом и использовался лишь в некоторых особых торжествах, отправляющим папой, таких как открытие Святых Врат и освящение церквей, во время которых папа «брал посох, чтобы трижды постучать в дверь и начертать греческие и латинские буквы на полу церкви».

### Современное использование
Пастырский посох, который используют папы со времён Папы Павла VI, представляет собой современное одноперекладинное распятие, созданное итальянским художником Лелло Скорцелли в 1963 году. Его носят и используют так же, как епископ использует свой пасторал. На самом деле Павел VI использовал три другие ферулы, похожие по стилю, при этом другие версии имели прямую или изогнутую вверх перекладину. Известная версия Скорцелли имеет перекладину, загнутую вниз, во многом похожую на патерису, которую носят епископы Восточнокатолических церквей. Павел VI впервые использовал этот посох 8 декабря 1965 года на закрытии Второго Ватиканского собора. Посох Скорцелли сохранился у его преемников, начиная с Папы Иоанна Павла I. Этот дизайн ферулы часто ассоциируется с Папой Иоанном Павлом II и является одним из его отличительных признаков в религиозной живописи и скульптуре.
25 марта 1983 года Папа Иоанн Павел II использовал ферулу Льва XIII с тремя горизонтальными перекладинами при открытии Святых врат во время Юбилейного года — Святого года Искупления. В 1990 году Скорцелли изготовил для Иоанна Павла II копию ферулы Павла VI, которая была легче предыдущей.
16 марта 2008 года, во время празднования Вербного воскресенья на площади Святого Петра, Папа Бенедикт XVI использовал ферулу Пия IX. Этот посох использовался до 28 ноября 2009 года на Первой вечерне Адвента. Новая ферула была передана Папе Бенедикту XVI в дар от «Circolo San Pietro», и, по словам монсеньора Гвидо Марини, папского обер-церемониймейстера и главы Службы папских литургических церемоний, её «можно считать фактически пастырским посохом Бенедикта XVI».
Папа Франциск продолжал использовать ферулу Бенедикта XVI в начале своего понтификата. 7 апреля 2013 года на Мессе по случаю вступления на кафедру епископа Рима в архибазилике Святого Иоанна Латеранского в Риме Франциск вернулся к использованию ферулы Павла VI образца 1965 года. Наряду с ферулами Папы Павла VI и Папы Бенедикта XVI, Папа Франциск также использовал ферулу или другой посох, изготовленный для него во время пастырских визитов в Италию и за её пределы.
Папа Лев XIV использовал ферулу, первоначально изготовленную для Бенедикта XVI, во время своей первой публичной мессы в Сикстинской капелле 9 мая 2025 года. На своей интронизационной мессе и других последующих мессах, которые он возглавлял, Лев XIV использовал ферулу Павла VI.